# Associazione Calcio Cesena 1967-1968
Questa pagina raccoglie le informazioni riguardanti l'Associazione Calcio Cesena nelle competizioni ufficiali della stagione 1967-1968.

## Rosa
| N. |                      | Ruolo | Calciatore           |
| -- | -------------------- | ----- | -------------------- |
|    | Italia (bandiera)    | A     | Mario Bardi          |
|    | Italia (bandiera)    | C     | Silvio Bertani       |
|    | Italia (bandiera)    | A     | Umberto Berti        |
|    | Italia (bandiera)    | C     | Fabio Bonini         |
|    | Italia (bandiera)    | C     | Bruno Boschi         |
|    | Italia (bandiera)    | A     | Luigi Buglioni       |
|    | Italia (bandiera)    | A     | Angelo Calisti       |
|    | Argentina (bandiera) | C     | Luis César Carniglia |
|    | Italia (bandiera)    | D     | Giampiero Ceccarelli |
|    | Italia (bandiera)    | A     | Sidio Corradi        |
|    | Italia (bandiera)    | D     | Piero Fabbri         |

| N. |                   | Ruolo | Calciatore         |
| -- | ----------------- | ----- | ------------------ |
|    | Italia (bandiera) | P     | Gianni Gennari     |
|    | Italia (bandiera) | C     | Leonello Leoni     |
|    | Italia (bandiera) | D     | Pier Ettore Lucchi |
|    | Italia (bandiera) | D     | Franco Masetto     |
|    | Italia (bandiera) | A     | Enzo Montanari     |
|    | Italia (bandiera) | A     | Paolo Pastori      |
|    | Italia (bandiera) | C     | Angelo Spanio      |
|    | Italia (bandiera) | D     | Vittorio Spimi     |
|    | Italia (bandiera) | D     | Paolo Ammoniaci    |
|    | Italia (bandiera) | A     | Flaviano Zandoli   |
|    | Italia (bandiera) | P     | Adriano Zanier     |